# Chapeltown
Chapeltown innercity es un área de Leeds, West Yorkshire. La zona se caracteriza por su elevada tasa de delincuencia, en particular de drogas y los casos de delincuencia arma del delito. La zona ha tenido disturbios en 1975, 1981 y 1987. Originalmente, la zona fue un afluente suburbio, sin embargo la creciente popularidad de áreas como Roundhay, Gledhow y Alwoodley, que se encuentra más lejos del centro de llevar a su declive.
- Datos: Q5073150
- Multimedia: Chapeltown, Leeds / Q5073150